# 용천련고판목
용천련고판목(龍川聯稿版木)은 대전광역시 유성구에 있는, 『상제집략』과 함께 보관되어 있으며, 모두 45판 3권으로 구성된 책판이다. 1992년 7월 22일 대전광역시의 유형문화재 제22호로 지정되었다.

## 개요
이 책판은『상제집략』과 함께 보관되어 있으며, 모두 45판 3권으로 구성되어 있다. 재질은 본체부분이 배나무이고, 마구리는 소나무로 만들었다.
이 판목은 철종 14년(1863) 권순경(1676∼1744)의 5대손 권주신에 의해 판각되었다. 권1『무와고』의 저자는 권순경이고, 권2『약계고』의 저자는 권순경의 동생인 권순기이며, 권3『오헌고』의 저자는 권흡으로 권순경의 둘째 아들이다.
역사, 민속, 교육, 효사상 등을 담고 있어 학술적 가치가 큰 자료이다.

## 참고 문헌
- 용천련고판목 - 국가유산청 국가유산포털